# Guilotes
Guilotes – rodzaj pająków z rodziny lejkowcowatych. Obejmuje cztery opisane gatunki.

## Morfologia
Pająki osiągające od 4 do 9 mm długości ciała. Karapaks mają żółtawobrązowy z brązową częścią głowową. Ciemnobrązowe szczękoczułki mają od czterech do sześciu zębów na krawędziach przednich i pięć lub sześć na krawędziach tylnych. Warga dolna, szczęki i sternum są brązowe. Kolejność par odnóży od najdłuższej do najkrótszej to: IV, I, II, III. Ich barwa jest żółtawobrązowa z ciemniejszym obrączkowaniem. Barwa opistosmy (odwłoka) szara z ciemnoszarymi szewronami i żółtawobrązowymi kądziołkami przędnymi, z których przednio-boczne są większe od tylno-środkowych.
Genitalia samicy mają długie spermateki z wydłużonymi ku tyłowi główkami oraz pociągłe lub workowato rozszerzone przewody kopulacyjne. Płytka płciowa ma owalny, położony w tyle przedsionek z otworami kopulacyjnymi w narożach oraz dwa ząbki lub jest bezzębna. Nogogłaszczki samca mają rzepkę z palcowatą apofizą, goleń z małą apofizą lateralną i dużą apofizą retrolateralną, cymbium z rowkiem zajmującym nie mniej niż połowę jego długości, zaostrzoną apofyzę medialną, krótki i szeroki konduktor z wyrostkiem i blaszką grzbietową oraz długi, nitkowaty embolus.

## Ekologia i występowanie
Przedstawiciele rodzaju występują endemicznie w Kuangsi w Chinach. Wszystkie gatunki są troglobiontami, zamieszkującymi wilgotne jaskinie.

## Taksonomia
Takson ten wprowadzony został w 2018 roku przez Zhao Zhe i Li Shuqianga na łamach „Zootaxa”. W tej samej publikacji opisano wszystkie jego gatunki, typowym wyznaczając G. ludiensis. Nazwę rodzajową utworzono z połączenia Gui, będącego skrótową nazwą Regionu Autonomicznego Kuangsi-Czuang, i końcówki nazwy podobnego rodzaju Notiocoelotes. Wyniki analiz filogenetycznych z 2022 i 2023 roku wskazują, że Guilotes zajmuje pozycję siostrzaną względem rodzaju Griseidraconarius, tworząc z nimi klad siostrzany dla Troglocoelotes.
Do rodzaju tego należą cztery opisane gatunki:
- Guilotes ludiensis Zhao et Li, 2018
- Guilotes qingshitanensis Zhao et Li, 2018
- Guilotes xingpingensis Zhao et Li, 2018
- Guilotes yandongensis Zhao et Li, 2018